# 심 레이싱 휠

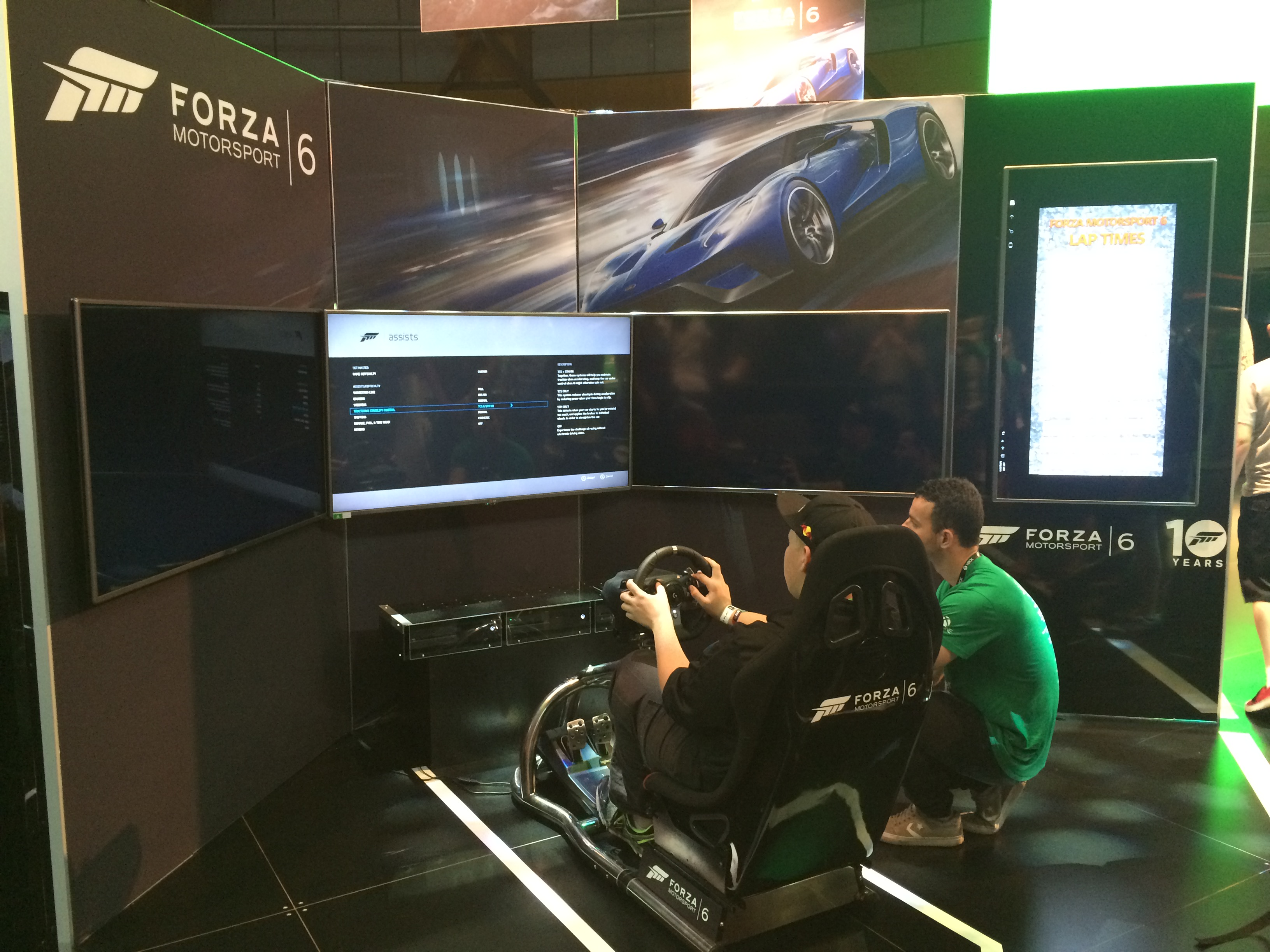
포르자 모터스포츠 6의 레이스에 로지텍 G920을 활용하는 모습

심 레이싱 휠(sim racing wheel) 또는 레이싱 휠은 경주 게임, 레이싱 시뮬레이터, 드라이빙 시뮬레이터에 사용되는 제어 장치이다. 일반적으로 스티어링 휠 스타일의 대형 패들과 가속기, 브레이크, 클러치용 페달 세트 및 변속기 제어 장치가 함께 포장된다. 이와 같은 아날로그 휠 및 페달 세트를 사용하면 키보드와 같은 디지털 제어와 달리 사용자가 시뮬레이션된 자동차를 적절하게 관리하는 데 필요한 조향 각도 및 페달 제어를 정확하게 조작할 수 있다. 상대적으로 넓은 동작 범위로 인해 사용자는 컨트롤을 보다 정확하게 적용할 수 있다. 레이싱 휠은 아케이드 게임, 게임 콘솔, 개인용 컴퓨터 및 레이스 드라이버를 위한 전문 운전 시뮬레이터용으로 개발되었다.
PC 대중 시장을 위한 최초의 레이싱 핸들 중 하나는 1994년에 출시된 스러스트마스터 포뮬러 T1(Thrustmaster Formula T1)이었다. 이 핸들에는 힘 피드백이 없었고 조향 각도에 비례하는 일종의 스프링 기반 센터링 저항만 있었다. 소비자 PC 시장을 위한 최초의 FFB 휠 중 두 가지는 1997년에 출시된 Microsoft Sidewinder Force Feedback Wheel과 Logitech Wingman Formula Force였다.

## 같이 보기
- 링크 (기구)
- 심 레이싱
- 톱니파